# Pitești
Pitești (magyarul: Pitest, németül: Pitescht, latinul: Pitescium) municípium Romániában, Argeș megyéjének székhelye, az Argeș folyó mentén fekszik. Bukarestből az ország egyik autópályája Pitești-be vezet, amely fontos kereskedelmi és ipari központ. A városhoz közeli Mioveni-ben található a Dacia gyár.

## Földrajza
A város az Argeș folyó bal partján fekszik, és fontos vasúti csomópont is. Mintegy 280 méterrel a tengerszint felett helyezkedik el.

## Történelme
Már a paleolit korból maradtak nyomai az emberi településnek. Magát Pitești-et először 1386. május 20-i keltezéssel említették. Fontos kereskedelmi központnak számított, hiszen Bukarest és Erdély között helyezkedett el, az Európába vezető út mentén.